# Адмиралтейская школа
Адмиралтейская школа — учебное заведение для подготовки младших офицеров флота вооружённых сил России царского и имперского периода в XVIII веке.
Также адмиралтейские школы, давали начальное образование для детей матросов и других рядовых служителей армейского флота, и готовили их к службе на определенных должностях.

## История

### Воронежская адмиралтейская русская школа
Строительство военного флота для Азовских походов царя Петра I на верфях Воронежа в конце XVII века — начале XVIII века потребовало большого количества корабельных специалистов.
В Воронеже, в основном, строили корабли иностранные мастера-кораблестроители, но русский царь Пётр Алексеевич стремился как можно быстрее подготовить своих, русских специалистов, мечтал «кратчайший и способнейший путь изобрести, чтобы завести науки и оных людей своих, елико мощно скорее обучити».
В начале XVIII века строительство военного флота на верфях Воронежского адмиралтейства приняло широкий размах. Скоро стала остро ощущаться нехватка специалистов корабельного дела. «Великую нужду имею в офицерах», — писал 2 мая 1702 года из Воронежа в Москву адмиралтеец Ф. М. Апраксин.
Весной 1703 года по личному распоряжению царя Ф. М. Апраксин открыл в Воронеже адмиралтейскую русскую школу «для приготовления содержателей по разным частям». Тогда же было дано распоряжение направить в Воронеж «ради учения матросов из числа лучших учеников двух человек» из московской Школы математических и навигацких наук (математическая школа).
Учителями в Воронеж были направлены первые выпускники Школы математических и навигацких наук Афанасий Побегайлов и Пётр Фролов. С ними же были посланы учебники и письменные принадлежности. На первое время в школу было набрано 90 человек молодых драгун, которых обучали грамоте и арифметике.
Воронежская школа стала первым государственным учебным заведением города Воронежа, и первым в России государственным профессиональным учебным заведением для подготовки различных специалистов-кораблестроителей, младших офицеров флота, инструкторов военного дела. Её учителя и ученики, которые были в основном из «мастеровых людей», получали жалование. Располагалась школа на территории канатного двора, который находился «близ старых московских ворот». Кроме учителей, присланных из Москвы, в школе преподавал и местный житель, певчий архиерейского хора поддьяк Семён Минин. Он был учителем «словесного учения» и совмещал свою должность с работой переплётчика в Воронежском адмиралтействе.
6 мая 1703 года из Москвы в Воронеж было отправлено значительное количество «печатных книг, которые куплены для учения мастеровым людям, которые на Воронеже у корабельного дела» — сорок девять букварей на славянском и латинском языках, триста азбук, сто тридцать Псалтырей, сто Часословов, сорок восемь арифметик Леонтия Магницкого.
Воронежскую школу называли адмиралтейской русской школой, потому, что там учили читать и писать по-русски, в отличие от «разноязычных немецких школ», и она находилась в ведении Адмиралтейского приказа.

### Тавровская адмиралтейская школа
В 1705 году школа из Воронежа была переведена в Таврово (поэтому в некоторых публикациях она именуется «Тавровской»), где по распоряжению Петра I на левом берегу реки Воронеж была заложена Тавровская верфь и крепость. Школа успешно продолжала готовить мастеров корабельного дела, что повлияло на создание малых адмиралтейских школ в других городах России.
Кораблестроительные работы в Таврове с перерывами продолжались до 1740 года, а местное адмиралтейство было официально упразднено осенью 1741 года. Вероятно, тогда же и закрылась Тавровская адмиралтейская школа.

### Адмиралтейские школы в городах Русского царства и Российской Империи
В 1717 году при Адмиралтейской канцелярии открылась первая в Санкт-Петербурге Адмиралтейская школа, призванная обучать основам кораблестроительной науки наиболее грамотных молодых людей, школа, содержалась на средства Партикулярной верфи.
16 апреля 1722 года Петр I повелел Адмиралтейству открыть адмиралтейские школы обучения морскому делу в других городах. В 1725 году подобные школы уже существовали в 23 городах. Такие школы были открыты в Астрахани, Кронштадте, Казани, Новгороде, Вологде, Нарве и других городах. К 1727 году в них обучалось более 2 тысяч учеников, из которых готовили старших плотников, десятников, корабельных комендоров и драфцманов (чертежников).
В 1734 году адмиралтейская цифирная школа была учреждена в Архангельске.

## Память
В июне 2003 года в городском сквере Воронежа на улице Кардашова был торжественно открыт памятный знак в честь 300-летия открытия первого государственного учебного заведения города Воронежа — адмиралтейской русской школы.